# Bundesstraße 38
Pour les articles homonymes, voir B38 et Route 38.
La Bundesstraße 38 (abrégé en B 38) est une Bundesstraße reliant Roßdorf à la frontière française (RD 264, ex-RN 63), près de Schweigen-Rechtenbach.

## Localités traversées
- Roßdorf
- Reinheim
- Weinheim
- Neustadt an der Weinstraße
- Landau in der Pfalz
- Bad Bergzabern
- Schweigen-Rechtenbach